# Uwe Hünemeier
Uwe Hünemeier (* 9. Januar 1986 in Rietberg) ist ein ehemaliger deutscher Fußballspieler und -trainer.

## Spielerkarriere

### Kindheit und frühe Jugend in Ostwestfalen (bis 2000)
Der in Rietberg-Bokel aufgewachsene Hünemeier begann mit dem Fußballspielen bei der DJK Bokel und fiel durch gute Leistungen auf, wodurch andere Klubs auf ihn aufmerksam wurden. Er wechselte 1997 schließlich in die Nachwuchsabteilung des FC Gütersloh. Auch hier überzeugte er durch gute Leistungen und fiel auch den Talentsichtern von Bundesligisten auf.

### Borussia Dortmund
Im Jahr 2000 verpflichtete ihn Borussia Dortmund für die Nachwuchsabteilung; 2004 rückte er in die zweite Mannschaft auf, mit der er 2005/06 Meister der Oberliga Westfalen wurde. Hünemeier erhielt 2005 seinen ersten Profivertrag beim BVB. Am 17. Dezember 2005 (17. Spieltag) debütierte er bei der 1:2-Niederlage im Heimspiel gegen den FC Bayern München in der Bundesliga. Bis Saisonende 2009/10 bestritt er fünf Bundesligaspiele sowie 130 Regionalligaspiele (13 Tore) und 20 Oberligaspiele (5 Tore) für die zweite Mannschaft.

### Energie Cottbus
Zur Saison 2010/11 wechselte Hünemeier zum Zweitligisten Energie Cottbus, bei dem er einen Dreijahresvertrag unterschrieb. Sein erstes Tor im Profifußball gelang ihm am 3. Oktober 2010 (7. Spieltag) bei der 2:3-Niederlage im Auswärtsspiel gegen den FSV Frankfurt. Am 28. November 2010 (14. Spieltag) gelangen ihm beim 6:0-Sieg im Heimspiel gegen den Spitzenreiter Erzgebirge Aue drei Tore. Insgesamt erzielte er in seinem ersten Jahr neun Saisontore. Mit Energie Cottbus erreichte er im DFB-Pokal 2010/11 das Halbfinale, in dem man am MSV Duisburg scheiterte.

### SC Paderborn 07
Im März 2013 hatte der FC Energie Cottbus bekanntgegeben, dass Hünemeier zur Saison 2013/14 keinen neuen Vertrag erhalten werde. Als Grund wurde sein Wunsch nach einer neuen sportlichen Herausforderung angegeben. Diese fand er in der ostwestfälischen Heimat beim SC Paderborn 07. Mit zwei Toren in 26 Punktspielen hatte er Anteil am erstmaligen Aufstieg seines Vereins in die Bundesliga 2014. Dort gab er sein Debüt am 24. August 2014 (1. Spieltag) beim 2:2 im Heimspiel gegen den 1. FSV Mainz 05. Dabei gelang ihm mit dem Treffer zum 2:1 auch sein erstes Bundesligator.

### Brighton & Hove Albion
Am 12. August 2015 wechselte Hünemeier zum englischen Zweitligisten Brighton & Hove Albion, bei dem er einen bis zum 30. Juni 2018 laufenden Vertrag unterschrieb. Mit Brighton spielte er in der Saison 2015/16 lange um den Aufstieg in die Premier League mit, als Tabellendritter scheiterte man am Ende in den Playoffs. Sein erstes Ligator in England erzielte er am 4. April 2017 beim 3:1-Sieg über Birmingham City. Am Ende der Saison 2016/17 gelang als Vizemeister der Aufstieg in die oberste englische Spielklasse.

### SC Paderborn 07
Zur Saison 2018/19 kehrte Hünemeier ablösefrei zum SC Paderborn zurück. Sein Vertrag lief bis Sommer 2023.

### Nationalmannschaft
In der deutschen U-17-Nationalmannschaft kam Hünemeier dreimal zum Einsatz. Er debütierte am 18. Februar 2003 in Antalya im Rahmen eines Turniers in der Türkei beim 4:2-Sieg gegen die Auswahl der Ukraine.

## Trainerkarriere
Nach seinem Karriereende als Spieler wurde er unter Lukas Kwasniok Co-Trainer des SC Paderborn.

## Erfolge
SC Paderborn
- Aufstieg in die Bundesliga: 2014, 2019

Brighton & Hove Albion
- Aufstieg in die Premier League: 2016/17